# Dějiny Tuniska
Dějiny Tuniska zahrnují historii území v severní Africe, na němž leží stát Tunisko vzniklý v roce 1956. Jedná se o oblast osídlenou již ve starší době kamenné, s pozoruhodnou historií ve starověku i středověku, později v novověku ovládanou krátce Španěly, od roku 1574 Turky a posléze v letech 1881–1956 Francouzi.

## Historický kalendář
Stručný přehled hlavních událostí v dějinách Tuniska:
- 1100 př. n. l. příchod Féničanů
- 814 př. n. l. založení Kartága
- 264–241 př. n. l. První punská válka
- 218–202 př. n. l. Druhá punská válka
- 149–146 př. n. l. Třetí punská válka
- 146 př. n. l. zničení Kartága
- 29 př. n. l. založení obnoveného římského Kartága
- 439 dobytí Kartága Vandaly
- 534 dobytí Kartága Byzantinci
- 670 příchod Arabů, založení Kairouanu
- 698 dobytí Kartága Araby
- 1160 vláda Almohádovců
- 1535 ovládnutí Španělskem
- 1574 turecká nadvláda
- 1705 založena nová dynastie bejů Huseinů
- 1881 francouzská kolonizace
- 1920 založena strana Destour
- 1936 založena strana Neo-Destour
- 1943 dobytí Tuniska Spojenci, obnovení nadvlády Francie
- 1955 vnitřní autonomie
- 1956 získání nezávislosti
- 1957 založení republiky
- 1963 odchod francouzských jednotek z Bizerte
- 1987 sesazení prezidenta Bourgiby, prezidentem zvolen Zine El-Abidine Ben Ali

## Počátky osídlení
Archeologické nálezy v jeskyních jižního Tuniska dokládají, že tato oblast byla osídlena již v starší době kamenné. V mladší době kamenné, zhruba kolem roku 4000 př. n. l., sem přicházejí berberské kmeny.
Berberové jsou původní obyvatelé severní Afriky a Kanárských ostrovů. Jejich název vychází z řeckého „barbaros“, což bylo označení používané pro všechny národy žijící mimo území Řecka a Říma. Stejný původ má také slovo barbar. Vlastním jménem jsou tyto kmeny podle původu a místa usídlení Tuarégové (Sahara), Kabylové (Alžírsko), Guančové (Kanárské ostrovy).

## Kartágo
Féničané se na tuniském pobřeží objevili kolem roku 1100 př. n. l. Připluli z Tyru v dnešním Libanonu a začali zakládat kupecké osady po celém Středomoří. Patřili mezi ně Utica, Hippo Diarrhytus (Bizerta), Thrabaka (Tabarka) a Hadrumetum (Sousse). Rozložení sil v celém Středomoří změnilo v 9. století založení města Kart Hadašt známého spíš jako Kartágo.
Kartáginci byli označování jako Punové. Tento název pochází z latinského pojmenování Féničanů „Poeni“. Ze své původní země si přivezli svou kulturu a mnohé znalosti. Féničanům je připisován objev způsobu výroby nachové barvy z červce nachového, stejně jako způsob výroby skla. Do dějin lidstva se navždy zapsali vynalezením hláskového písma.
Kartágo brzy převzalo vůdčí roli v celém západofénickém světě a stalo se velmi mocným městem vládnoucím své říši. Zatímco Tyros v původní domovině Féničanů upadal pod tlakem asyrské říše, Kartágo bylo na vzestupu. Kartaginci měli jako všichni Féničané skvělé námořnické schopnosti. Ty jim v kombinaci s jejich obchodnickým uměním umožnily vybudovat starověké námořní impérium. V 7. století př. n. l. již kontrolovalo obchod v celém Středozemním moři. Kartágo fungovalo jako městský stát a ovládalo velké oblasti v severní Africe, jižním Španělsku a patřily mu kolonie na Sicílii, Sardinii, Maltě a Baleárských ostrovech.
Kolonizace Sicílie byla provázena konfliktem se sicilskými Řeky. Následovalo několik válečných střetnutí a nakonec vzájemné měření sil skončilo smírem. Západní pobřeží Sicílie však nakonec Kartágo získalo zpět.
Kontrola Kartága nad obchodem v celé oblasti však nevyhnutelně musela vést ke konfliktu s novou mocností ucházející se o nadvládu nad Středozemím. Ve 3. století př. n. l. totiž vstoupili do mocenského boje vzmáhající se Římané. Záminka k otevřenému konfliktu mezi dosavadními obchodními partnery se našla brzy, a to na Sicílii, při povstání města Messany proti Syrakusám. Messinští i Syrakusy se pokoušeli získat pomoc jak z Říma tak z Kartága.

## Punské války
Punské války trvaly dlouhých 128 let a oba soupeři se během nich vzájemně téměř zničili. Punské války byly sice tři, ale šlo v podstatě o jeden vleklý konflikt.
První punská válka začala roku 264 př. n. l. a trvala přes 20 let. Události spustilo obsazení Messany Kartaginci, načež se do souboje zapojil Řím. Boj o vliv na Sicílii se vyvíjel se střídavým úspěchem na obou stranách.
Při pozemních operacích Římané sice Kartagince často poráželi, ale ve strategické kontrole nad mořem mělo převahu Kartágo. První námořní bitva byla pro Římany úplná katastrofa. Nedokázali téměř vůbec manévrovat a Kartaginci se dokonce ani neobtěžovali vytvářet bojové formace. Římané se však dokázali poučit ze svých chyb a jejich nezdolná vůle nakonec obrátila štěstí v jejich prospěch. Podle jediné ukořistěné kartaginské lodě vybudovali s obrovským úsilím vybudovali nové loďstvo a změnili strategii bitev. Přenesli boj na paluby lodí a v dalších bitvách již slavili vítězství. Kartágo sice ještě dvakrát zničilo obnovenou římskou flotilu, ale v rozhodující bitvě roku 241 př. n. l. u Egarských ostrovů Římané zvítězili. Získali Sicílii, Sardinii a Korsiku. Kartágo bylo nuceno platit vysoké válečné reparace.
Druhá punská válka začala roku 218 př. n. l. a její příčinou bylo kartaginské obléhání římského spojence, města Sagunto ve Španělsku. Město nakonec Hannibal dobyl a Řím vyhlásil Kartágu válku. Hannibal pak podnikl svou slavnou cestu přes Pyreneje a Alpy až téměř k branám Říma. Římané utrpěli dvě velké a zničující porážky, ale podařilo se jim postavit novou armádu. Nakonec byl Hannibal roku 202 př. n. l. poprvé a naposledy poražen. Kartágo vyjednalo mír a odvolalo Hannibala z italského tažení. Kartágo ztratilo své provincie ve Španělsku a Africe, museli Římu předat své válečné loďstvo a opět zaplatit obrovské reparace.
Kartágo však ani tato porážka nezruinovala. Řím se však díky své vzrůstající moci rozhodl Kartágo zničit definitivně. Záminkou k poslední válce se stal spor Kartága s numidským vládcem Masinissou. Třetí punská válka trvala 2 roky, od roku 149 př. n. l. do 146 př. n. l. Na jejím konci Scipio Africanus Kartágo úplně zničil. Město bylo vypáleno, srovnáno se zemí a posypáno solí. Přeživší obyvatelé byli prodáni do otroctví. Éra Kartága skončila.

## Římané
Římané na dobytém území vytvořili svou provincii Africa proconsularis. Hlavním městem provincie se stala Utika. Nutnost existence strategicky položeného přístavu však Římany brzy donutila Kartágo obnovit. Na místě zničeného města byla roku 122 př. n. l. založena římská kolonie na popud tribuna Gaia Gracchuse. Rozkvět pokračoval za Caesara i Augusta.
Africa se stala nejbohatší římskou provincií. Vznikly zde takové stavby jakou Dougga, Sbeitla, koloseum v El Džemu. Pro úrodnou oblast severního Tuniska je známé označení „obilnice Říma“. Římské Kartágo se stalo třetím nejvýznamnějším městem celé říše a bylo také hlavním městem celé provincie. Nadvláda Říma trvala v severní Africe téměř plných šest století a přinesla s sebou nový rozkvět celé oblasti. Během 1. století n. l. sem proniklo křesťanství a v rámci říše Římské bylo od 4. století ustanoveno státním náboženstvím.

## Vandalové a Byzantinci
Vandalové vedeni králem Geiserichem v roce 430 n. l. vtrhli do severní Afriky. Roku 439 n. l. dobyli také Kartágo a učinili jej hlavním městem své Severoafrické říše. Vandalové byl původně germánský kmen, žijící na římském území ve Španělsku. Vandalové za pomoci místních odpůrců Říma ovládli celé pobřeží Středozemního moře od Tuniska až po Libyi a založili tady své nezávislé království. Jejich nadvláda trvala zhruba jedno století a byla provázena četnými povstáními berberských kmenů.
Další mocností, která vystřídala Vandaly se stala Byzantská říše. Oblast severní Afriky roku 533 dobyl Belisarius, vojevůdce císaře Justiniána. Byzantinci si však nevedli o mnoho lépe, 150 let jejich vlády provázela berberská povstání a náboženské nepokoje.

## Arabové
Zásadním přelomem se stal vpád Arabů v 7. století. Byzantinci se ani příliš nebránili a roku 642 ustoupili. Dobyvatelé měli podporu části místních berberských kmenů, odmítající byzantinskou nadvládu. Arabové založili roku 671 své svaté město Kajruván, které se stalo jejich základnou pro celý Magreb. Roku 698 se jim podařilo dobýt Kartágo, poslední byzantskou baštu. Místní berbeři postupně přijali od Arabů islám a jejich kulturu, i když si uchovali některé své specifické zvyky.
Arabové se nakonec ukázali jako nejvlivnější dobyvatelé. Dali Tunisku, respektive celé severní Africe podobu, která se ve svých základech téměř dochovala dodnes. Jednou z nejvýraznějších změn byl příchod islámu.
Tunisko bylo dobyto za dynastie Umajjovců a zasloužili se o rozšíření islámu na získaných územích. Své sídlo měli v Damašku a jejich vláda představovala vrchol arabské expanze. Po vyvraždění Umajjovců se dostali k moci Abbásovci, kteří vládli z Bagdádu. Jejich africký guvernér Ibrahim ibn al-Aghlab založil roku 800 novou dynastii Aghlabovců, když se prohlásil za samostatného vládce. Hlavním sídlem Aghlabovců byl Kajruván a vybudovali své hospodářské centrum v Sousse. Další dynastií, která uchvátila moc v Tunisku byli Fátimovci a po nich několik dalších, až se roku 1160 se vlády ujali Almohadé.
Almohadé byli berberskou dynastií pocházející ze Španělska a sjednotili pod svou vládou celou oblast severní Afriky. Ustanovili dědičnými guvernéry rod Hafsidů, kteří Tunisku vládli od roku 1207. Hafsidové se později se prohlásili za nezávislou vládnoucí monarchii. Za jejich vlády se stal hlavním městem země Tunis. Šlo o nejvýznamnější období tuniského středověku. Říše odolávala nepřátelským útokům a křížovým výpravám. Po neúspěchu sedmé křížové výpravy zemřel roku 1270 nedaleko Kartága na mor francouzský král Ludvík IX. Kapet.
Vláda dynastie Hafsidů trvala až do roku 1574 a šlo převážně o období prosperity. Avšak jejich stupňující se konflikty se sousedními zeměmi, Marokem a Alžírskem předznamenaly konec jejich nezávislé vlády. Roku 1534 se o invazi do Tuniska pokusili Osmané. Hafsidové požádali o pomoc Španělsko. Karel V. vyslal do Tuniska svou armádu, která Turky porazila. Španělé tak roku 1535 získali nad Tuniskem kontrolu, i když oficiálně zůstal trůn loutkové vládě Hafsidů.

## Turecká nadvláda
Roku 1569 se Turkům podařilo na Španělech dobýt Tunis, kteří ho nakrátko získali zpět o 3 roky později. Turci však roku 1574 provedli nový vpád a Španělsko porazili. Tunisko se stalo osmanskou provincií, které vládli sultánem jmenovaní hodnostáři. Vládnoucí vrstva se rekrutovala z elitních členů osmanských janičářů. Nejvyšší hodností byl bej, který byl skutečným vládcem země. Tato vládnoucí třída se postupně propojila s místním obyvatelstvem a vznikla nová monarchie Huseinů.
Během 16. a 17. století bylo tuniské a alžírské pobřeží domovem spousty arabských pirátů, kteří odtud vyplouvali do Středozemního moře. Nová tuniská vládnoucí dynastie, založená roku 1705 Husejnem ibn Alím, začala vést upadající zemi k novému rozkvětu. Jejich vláda byla v podstatě nezávislá, formálně však uznávající svrchovanost tureckého sultána. Poskytování útočiště pirátům bylo jedním ze zdrojů nové prosperity. Konec výnosného obchodu „berberského pobřeží“ ukončily až takzvané berberské války a následný útok anglo-nizozemského loďstva na Alžír roku 1816.

## Francouzská kolonizace
Na počátku 19. století o nadvládu nad Tuniskem mezi soupeřily Francie, Itálie a Velká Británie. Nejsilnější vliv měla právě Francie, u níž byli vládnoucí bejové silně zadluženi a Tunisko kvůli tomu stálo na pokraji hospodářské krize.
Bejové se snažili nezavdat Francii příčinu k útoku. Zrušili svou podporu pirátům, čímž přišli o jeden z významných zdrojů příjmů. Aby se vyhnuli kolonizaci přizpůsobili se požadavkům západních států na správu země, začali zavádět reformy a přijali dokonce i ústavu. Francouzi se požadavky na reformy pokoušeli oslabit moc vládnoucího beje. Zaváděné reformy však odstartovaly obrozenecké hnutí mezi tuniskou inteligencí.
Kolonizaci se ale podařilo pouze oddálit. Nesplácení půjček poskytlo Francii záminku a roku 1881 se rozhodla pro invazi. Využili nepokojů na tunisko-alžírské hranici, francouzská armáda vstoupila do Tuniska a francouzské loďstvo zaútočilo na Bizerte. Bej byl nucen ještě téhož roku kapitulovat a podepsáním dohody v paláci Bardo přišlo Tunisko o svou nezávislost.
Francouzi zavedli v Tunisku svůj protektorát. Oficiálním vládcem sice zůstal bej, ale veškerá výkonná moc byla v rukou Francouzů. Tunisko se stalo levným zdrojem surovin pro západní země. Vedlejším efektem drancování nerostného bohatství byla výstavba infrastruktury, po níž bylo ho třeba dopravovat. Byly vybudovány přístavy, silniční a železniční síť. Francouzi přinesli do Tuniska pokrok, ale užitek z toho měli jen francouzští novousedlíci, kteří také zabrali nejlepší půdu.

## Nezávislost Tuniska
Vznik vlasteneckých organizací na sebe nenechal dlouho čekat. Roku 1920 byla založena strana Destour (Ústava), ve které se po svém návratu ze studií na Sorbonně ve Francii angažoval mladý právník Habíb Bourgiba. V roce 1934 založil novou stranu Neo-destour, která si vytkla za cíl nezávislost země. Francouzi ji zakázali a Bourgibu na čas uvěznili.
Roku 1942 se o okupaci Tuniska pokusili Italové a do země vtrhla Mussoliniho armáda. Spojenci sváděli o Tunisko tuhý boj a roku 1943 se jim zemi podařilo získat a zřídit zde důležitý strategický bod pro invazi do Itálie. Po válce byl francouzský protektorát obnoven a hnutí za osvobození pokračovalo. Francouzská správa sice pod jeho tlakem přistoupila k reformám a zastoupení Tunisanů v některých funkcích správy země.
Protože však protektorát pokračoval dále, přistoupilo osvobozenecké hnutí k stávkám, sabotážím a atentátům. Tuto partyzánskou válku vedl Bourgiba z exilu v Egyptě. Francie se nakonec rozhodla udělit roku 1955 Tunisku autonomii. O rok později, 20. března 1956 získalo Tunisko nezávislost a stalo se konstituční monarchií. O rok později byl bej svržen a 25. července 1957 se Tunisko stalo republikou. Habíb Bourgiba se stal prvním prezidentem nového státu.
Francie stáhla se sice z Tuniska stáhla, ale ponechala si jednotky na strategické základně v Bizerte. Během příštích pár let až do skončení alžírské války roku 1962 došlo k několika ozbrojeným srážkám s tuniskými vojáky podél tunisko – alžírské hranice. Francouzi odtud operovali během války v Alžírsku a obviňovali Tunisko z podpory alžírského boje za nezávislost. Tunisko požadovalo vyklizení francouzské námořní základny v Bizerte a od roku 1961 ji tuniská armáda de facto obléhala. Francie nakonec z Tuniska musela definitivně odejít roku 1963 po nátlaku Spojených národů.

## Současnost v Tunisku
Tunisko je jednou z nejstabilnějších zemí regionu a také jedním z nejumírněnějších arabských států. Významnou zásluhu na tom má první prezident Tuniska Habíb Bourgiba. Podařilo se mu prosadit novou moderní ústavu. Ženy získaly rovnoprávnost s muži a také volební právo. Bylo zakázáno mnohoženství. Tunisko se během své cesty muselo vypořádat se spoustou problémů. Nová správa země se potýkala s nedostatkem odborníků, negramotností obyvatel a vysokou nezaměstnaností.
Habíba Bourgibu roku 1975 Národní shromáždění jmenovalo doživotně prezidentem. V průběhu let však ztratil kontakt s realitou a izoloval se jak od svého národa, tak od ostatního arabského světa. Jeho zhoršující se zdravotní stav a některé zaváděné kroky vedly k obavám z vypuknutí nepokojů a vnitřních mocenských bojů. Roku 1987 Zine el- Abidine ben Ali zorganizoval nekrvavý převrat a odstavil Bourgibu od moci. Nechal se jmenovat prezidentem a v tomto úřadu byl potvrzen i v několika následujících prezidentských volbách. Habíb Bourgiba žil v politické izolaci až do své smrti roku 2000.
Poslední významnou etapou tuniské historie bylo tzv. Arabské jaro. Vlna protestů ve velké části arabského světa začala právě v Tunisku v roce 2010. Protesty iniciovala sebevražda  Muhammada Buazízího, mladého prodavače, který protestoval proti špatným životním podmínkám a vysoké nezaměstnanosti. Vlna protestů se postupně se rozšířila do dalších arabských zemí a měla za následek pád libyjského diktátora Muammara Kaddáfího nebo dlouholetého vládce Eygpta Husního Mubáraka.
V září 2021 oznámil Kaïs Saïed nadcházející reformu ústavy z roku 2014 a sestavení nové vlády.